# Хокейні ігри LG 2006
Хокейні ігри LG 2006 — міжнародний хокейний турнір у Швеції в рамках Єврохокейтуру, проходив 26—29 квітня 2006 року у Стокгольмі. Матч Фінляндія — Росія відбувся у Гельсінкі.

## Результати та таблиця
| 1. | Росія     | *** | 3:1 | 6:7 | 7:5 | 3 | 2 | 0 | 0 | 1 | 16:13 | 6 |
| 2. | Фінляндія | 1:3 | *** | 2:0 | 5:1 | 3 | 2 | 0 | 0 | 1 | 8:4   | 6 |
| 3. | Швеція    | 7:6 | 0:2 | *** | 3:0 | 3 | 2 | 0 | 0 | 1 | 10:8  | 6 |
| 4. | Чехія     | 5:7 | 1:5 | 0:3 | *** | 3 | 0 | 0 | 0 | 3 | 6:15  | 0 |

М — підсумкове місце, І - матчі, В — перемоги, ВО — перемога по булітах або у овертаймі, ПО — поразка по булітах або у овертаймі, П — поразки, Ш — закинуті та пропущені шайби, О — очки

## Команда усіх зірок
| Воротар  | Даніель Генрікссон |
| Захисник | Кенні Єнссон       |
| Захисник | Акі-Петтері Берг   |
| Нападник | Єспер Маттссон     |
| Нападник | Євген Малкін       |
| Нападник | Олександр Сьомін   |

## Найкращі гравці турніру
| Воротар  | Даніель Генрікссон |
| Захисник | Кенні Єнссон       |
| Нападник | Олександр Сьомін   |